# ダミアン (小惑星)
ダミアン (4226 Damiaan) は、小惑星帯にある小惑星。エリック・エルストがオート＝プロヴァンス天文台で発見した。
ハワイ州モロカイ島でハンセン病患者たちのケアに生涯をささげ、自らもハンセン病で命を落としたベルギー人のカトリック司祭、ダミアン神父に因んで命名された。